# ガラパゴスバト
ガラパゴスバト (Zenaida galapagoensis) は、ハト科の鳥類。エクアドル本土から離れたガラパゴス諸島の固有種である。

## 分類
2亜種に分けられる。
- Z. g. galapagoensis - ダーウィン島、ウォルフ島、プラザ島を除く主な島々。[3]
- Z. g. exsul - ダーウィン島、ウォルフ島。体が一回り大きい。[3]

島の間での渡りが頻繁に行われるため、各島の個体群間にはかなりの遺伝子流動が存在する。風、海流、島の間の距離などの要因もあり亜種の形成が完全に妨げられるほどではないが、本種の飛行能力の高さから、島々ごとの分化が見られるガラパゴスノスリやダーウィンフィンチ類と異なり本種の集団はかなり均一なものとなっている。元来雑食性であることもまた、特殊化を妨げる要因の一つである可能性がある。さらに、サン・クリストバル島やサンタ・クルス島における人間の存在は集団の遺伝的変化を促し、対立遺伝子の多様性を減少させている可能性がある。

## 分布
ダーウィン島、ウォルフ島、サンタ・クルス島、サン・クリストバル島、フロレアナ島、サンチャゴ島、ピンソン島、ピンタ島、マルチェナ島、ヘノベサ島、エスパニョラ島、サンタ・フェ島、フェルナンディナ島。
上陸が許された生息場所の広い範囲で見られ、特に諸島の乾燥した低地に見られる。

## 形態
全長20cm (18-23cm)。翼開長50-56cm。頭部から胸は赤褐色で、腹は黄褐色みを帯びる。目の周りは鮮やかな青色であり、アオメバトの別名がある。足は赤い。